# Brenda Villa
Pour les articles homonymes, voir Villa (homonymie).
Brenda Villa, née le 18 avril 1980 à Los Angeles (Californie), est une joueuse américaine de water-polo. Elle a remporté quatre médailles olympiques: l'or en 2012, l'argent en 2000 et 2008 et le bronze en 2004. Elle a aussi remporté les championnats du monde de water-polo à trois reprises: en 2003, 2007 et 2009. Elle a aussi terminé finaliste en 2005. Elle est une grande figure du water-polo américain avec un des palmarès les plus impressionnants.

## Palmarès
- Jeux olympiques d'été de 2012 à Londres ( Royaume-Uni)
  -  médaille d'or au tournoi olympique

- Jeux olympiques d'été de 2008 à Pékin ( Chine)
  -  médaille d'argent au tournoi olympique

- Jeux olympiques d'été de 2004 à Athènes ( Grèce)
  -  médaille de bronze au tournoi olympique

- Jeux olympiques d'été de 2000 à Sydney ( Australie)
  -  médaille d'argent au tournoi olympique

- Championnat du monde 2003 à Barcelone ( Espagne)
  -  médaille d'or au championnat du monde

- Championnat du monde 2007 à Melbourne ( Australie)
  -  médaille d'or au championnat du monde

- Championnat du monde 2009 à Rome ( Italie)
  -  médaille d'or au championnat du monde

## Distinction
- Membre de l'International Swimming Hall of Fame en 2018